# Zale undularis
Zale undularis là một loài bướm đêm trong họ Erebidae.

## Hình ảnh

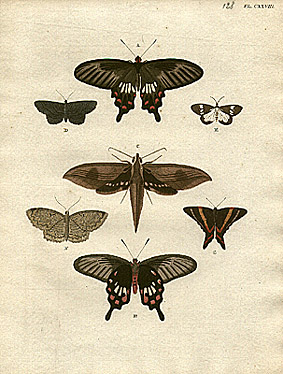